# Парусный флот

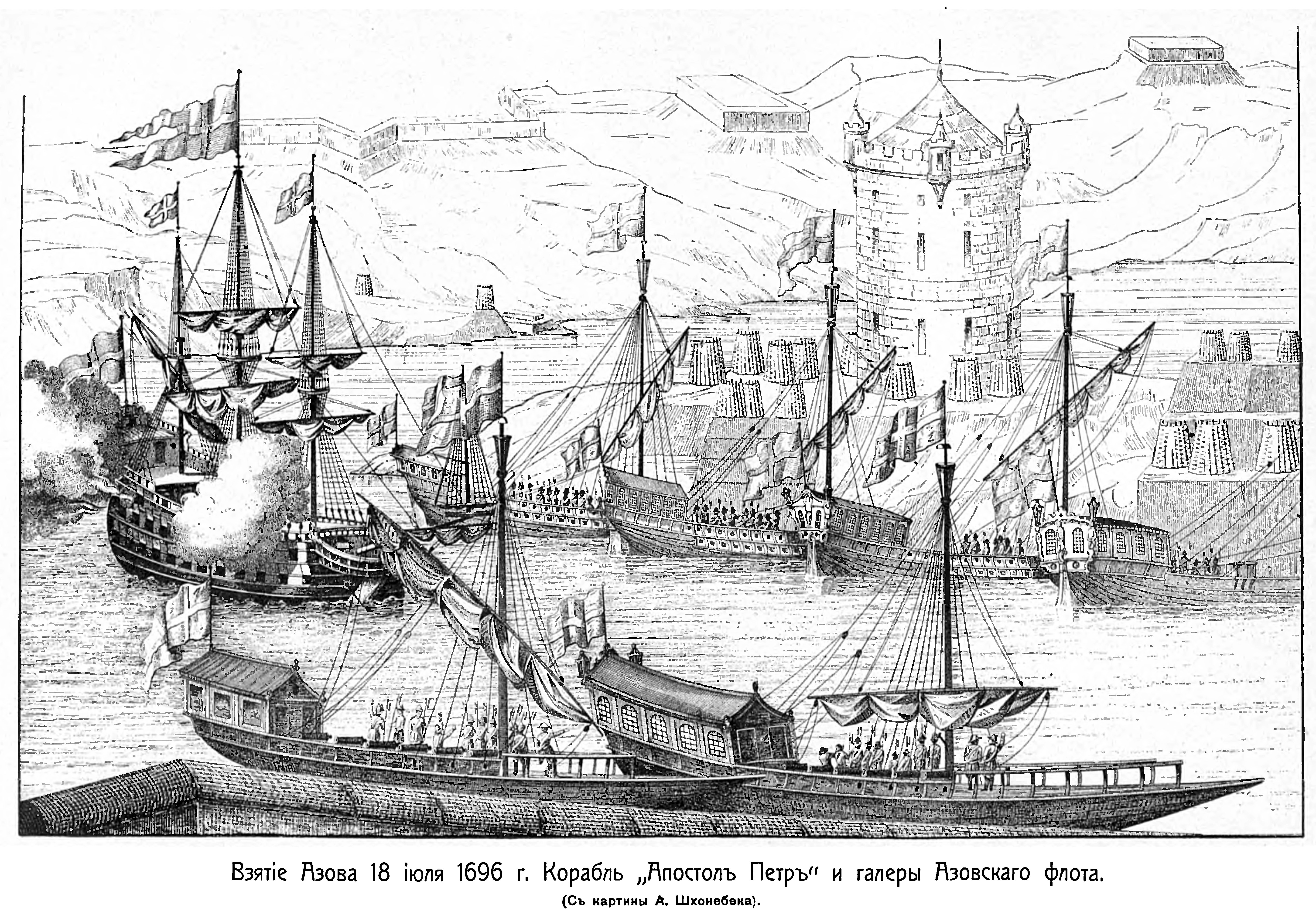
Русский флот под Азовом.

 Па́русный флот — военно-морской флот, основу которого составляют парусные корабли и суда.

## История
Регулярный (постоянный казённый) парусный флот возник в XVII веке в Испании, Голландии, Англии, Франции и других государствах и странах Европы.
При парусных флотах боевой строй назывался линиею баталии, потому что орудия на парусных кораблях размещались по бортам, вследствие чего для выгодного боя каждый корабль должен был обратиться к противнику боком и два сражающихся флота строились по параллельным линиям; но чтоб при этом не поражать своих же кораблей и не подставлять своих слабых мест неприятелю, флоты должны были идти по тем же линиям, на которых были построены. Также одним из средств морского боя во времена гребного и парусного флотов был абордаж.
В Российской империи регулярный парусный флот возник в начале XVIII века. Создавался флот (Армейский флот) под руководством Петра I.
Первая победа парусного Русского флота была одержана эскадрой кораблей под командованием капитана второго ранга, позже первый русский вице-адмирал, Наума Акимовича Сенявина в эзельском сражении 1719 года над эскадрой Швеции, за эту блестящую победу, первую победу русского флота, был пожалован 17 июня через чин в капитан-командоры, а затем получил поместье (в Рязанском уезде из деревень Соловьева, отписанных в казну).
Последним крупным сражением в истории парусного флота было наваринское сражение. Произошедшее на четверть века позже синопское сражение 1853 года включало как парусные (с русской стороны), так и парусно-паровые корабли (с турецкой).
Начиная с середины XIX века, после крымской войны 1853−1856 годов, во всех европейских государствах и странах, более или менее развитых, начинают строить паровые корабли. Война показала, что парусный флот постепенно стал утрачивать своё значение.